# Roman Bruce
Roman Vilimovitj Bruce (ryska: Роман Вилимович Брюс: Roman Vilimovitj Brjus, även föråldrat Roman Vilimovith Bruce), född Robert Bruce 1668, död 1720, var en rysk general av skotskt ursprung.
Roman Bruce gick i rysk militärtjänst 1683, och befordrades 1695 till kapten och deltog i fälttågen mot Azov 1695–1696. År 1700 befordrades Bruce till överste, och deltog samma år i slaget vid Narva, erövringen av Nöteborg 1702 och Nyenskans 1703. Han var 1704–1708 överkommendant i Sankt Petersburg och blev 1705 generalmajor. Bruce deltog i den fruktlösa belägringen av Viborg 1706, intog Kexholm 1710 och belönades med generallöjtnants rang. År 1719 blev han ledamot av det nyinrättade ryska krigskollegiet.
Roman Bruce var son till William Bruce (1620–1680) och bror till fältmarskalken Jacob Bruce.